# Cook (perro)
Cook (Castelldefels, 11 de noviembre de 2000-19 de mayo de 2016) fue un perro actor de raza Jack Russell terrier, popularmente conocido por su papel de Pancho en anuncios de la Lotería Primitiva de España, trabajo por el que cobró 500 euros por día de rodaje. Otros trabajos muy reconocidos fueron Valentín en la serie Aquí no hay quien viva y Camilo en La que se avecina.

## Biografía
Sus dueños fueron Antonio Valor, adiestrador del mismo y su esposa Yolanda. Lo compraron por 420 euros cuando tenía cuatro meses, y decidieron cambiarle de nombre ya que se llamaba Lucke y vieron el nombre demasiado musical.
Tenía pareja, llamada Turia, y también numerosos hijos. El más conocido de ellos llamado Ramsés, que también es un perro actor. Trabajaba bastante debido al contrato de exclusividad de Cook, siendo único con este tipo de contrato para publicidad en España con la Lotería Primitiva de España. 
Su primer trabajo le llegó cuando tenía seis meses. Debido a que en 2010 Loterías y Apuestas del Estado se convirtió en nuevo patrocinador de Premios Goya, Cook estuvo presente en la edición de dicho año.
En agosto de 2013, se anunció que este perro iba a protagonizar su primera película de la mano de la productora Atresmedia Cine, titulada Pancho, el perro millonario.
Cook falleció el 19 de mayo de 2016 por problemas cardíacos a los 15 años.
Su hijo Ramsés interpretó a Max en la serie Sabuesos.

## Televisión
- (2003-2006) Aquí no hay quien viva con el papel de Valentín.
- (2007-2008) La que se avecina con el papel de Camilo.
- (2011) Física o química con el papel de Frida.
- (2012) Stamos okupa2 con el papel de Bobby/Federico.
- (2013) Familia con el papel de Luna.
- También participó en anuncios televisivos como los de las campañas publicitarias de Lotería Primitiva de España o las de collares caninos antiparásitos.

## Cine
- (2010) El diario de Carlota con el papel del perro que se orina en el test de embarazo de Carlota.
- (2014) Pancho, el perro millonario con el papel de Pancho.[5]

## Premios
Las campañas publicitarias de la Lotería Primitiva que ha protagonizado han recibido galardones como Gran AMPE de Oro o Premio a la Excelencia Publicitaria concedido por el Museo Nacional Centro de Arte Reina Sofía.